# So Undercover
So Undercover (bra: A Super Agente)  é um filme estadunidense do gênero comédia de ação, dirigido por Tom Vaughan e escrito por Allan Loeb. O filme é estrelado por Miley Cyrus e pelos atores Jeremy Piven e Joshua Bowman. O roteiro é o trabalho de Steven Pearl.

## Enredo
Protagonizado por Miley Cyrus, o filme conta a história de Molly Morris, uma investigadora particular que resolve deixar a escola para trabalhar com o seu pai (Mike O'Malley), um ex-policial. Juntos, seus dias são preenchidos com flagrantes de traição e pequenos roubos. No entanto, sua vida muda quando inesperadamente ela é abordada por um agente do FBI (Jeremy Piven) que a contrata para ficar disfarçada em um lugar que eles são incapazes de se infiltrar, um mundo do qual ela não entende nada… A vida de universitária.

## Elenco
- Miley Cyrus como Molly Morris/Brooke Stonebridge.
- Jeremy Piven como Armon.
- Joshua Bowman como Nicholas.
- Alexis Knapp como Taylor.
- Megan Park como Cotton.
- Autumn Reeser como Bizzy.
- Matthew Settle como Professor Talloway.
- Eloise Mumford como Sasha.
- Mike O'Malley como Sam.
- Kelly Osbourne como Becky.
- Brittney Alger como Summer.
- Andrea Frankle como Agente Keller.
- Randal Reeder como Hansen.
- Lauren McKnight como Alex.
- Cameron Deane Stewart como Cameron Harrison.

## Trilha sonora
- Brand New Chick - Anjulie
- Catalog Girls - The Kinnardlys
- Because I'm Awesome - The Dollyrots
- One Way Or Another - Anna Carlise
- Ring Ring - Craig Eastman

## Recepção
So Undercover teve recepção geralmente desfavorável por parte da crítica especializada. No Rotten Tomatoes, alcançou uma classificação de 6% em base de 16 avaliações. Brian Orndorf em sua revisão para o site Blu-ray deu uma nota de 4/10 escrevendo: "Esforçando-se para revelar mais lados para Cyrus enquanto ela se move ao longo de perseguições de vinte e poucos anos, So Undercover não é ambicioso e corajoso o suficiente para agitar verdadeiramente a sua carreira de maneiras novas e emocionantes." Philip French do jornal The Guardian (Reino Unido) disse que a trama "é confusa, superficial e por grande parte do caminho ignorada."